# Nobatie
Nobatie bylo raně středověké království ležící v Dolní Núbii a později součást sousedního království Makúrie. Arabští historikové Nobatii často označovali jako al-Maris.
Nobatie byla založena kmenem Nobatijců, římskými autory nazývanými latinsky Nobatae, kteří do Núbie přišli z egyptské pouště poté, co byli roku 297 z Egypta vyhnáni římským císařem Diocletianem. Raná nobatijská kultura je archeology nazývána jako balladská kultura. Nobatijci se v oblasti dokázali prosadit a podařilo se jim konkurenční kmen Blemmijů vytlačit do Arabské pouště. Okolo roku 500 porazil Blemmije nobatský král Silko a své vítězství zaznamenal v řeckém nápisu vytesaném na stěnách chrámu v Talamis (dnes Kalábša). Přibližně v té době byl jako hlavní město nového státu zvolen Faras. Roku 543 do země dorazili křesťanští misionáři monofyzitského vyznání Julián a fílský biskup Theodoros, kterým se během dvou let podařilo nobatijského krále pokřtít.

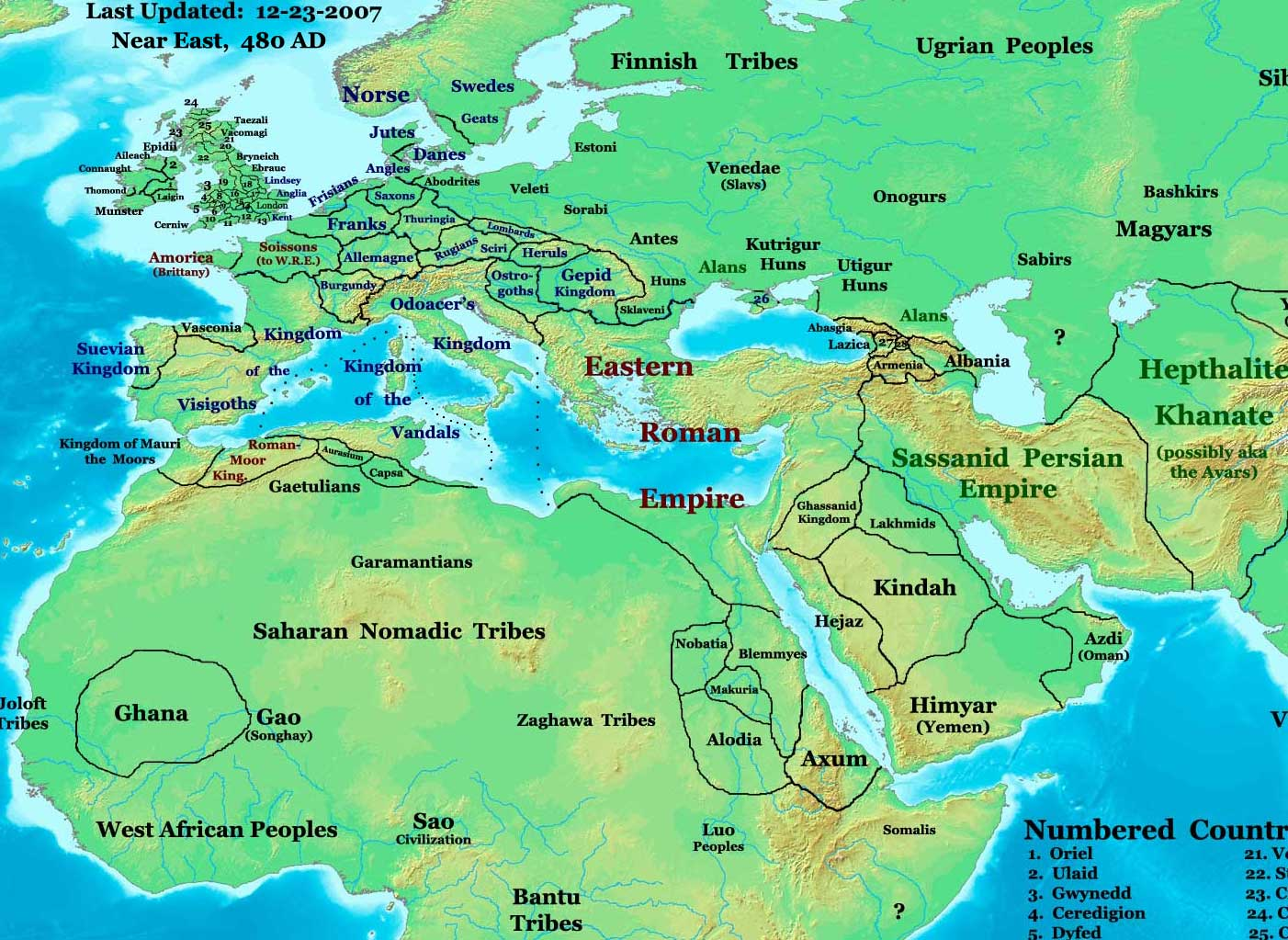
Evropa, Afrika a Blízký východ
kolem roku 480

Roku 701 byla Nobatia pohlcena sousední Makúrií. Přesné okolnosti této události nejsou známy. Je pravděpodobné, že byla obsazena ještě před arabskou invazí roku 652, od té doby se arabští autoři zmiňují o jediném núbijském státě. Nobatia měla zřejmě zpočátku v rámci Makúrie určitou autonomii a měla vlastního místodržícího – eparchu, někdy titulovaného také domestikos. Eparcha byl původně úředník dosazovaný makúrijským králem z Dongola, ale později se z úřadu vytvořila pozice pod vládou stále eparchijské dynastie. Podle dokumentů nalezených v Kasr Ibrim měl eparcha ve svých rukách značnou moc a arabští autoři dokonce někdy království nazývají Království Makúrie a Nobatie, což může naznačovat, že království bylo federací.
Nobatie sdílela hranice s muslimským Egyptem a byla tak vystavena nejsilnějšímu vlivu arabizace a islamizace. S úpadkem moci Makúrijského království mnozí Núbijci konvertovali k islámu, což ještě nenásilně umocňovala smíšená manželství. Přesto část nobatijských křesťanů zůstala po pádu Makúrie pod vládou dolnonúbijského království Dotawo, než i to bylo roku 1504 dobyto muslimským Sennarským sultanátem.